# Club Friday: The Series 4 - Rue rak thae cha phae khwam tongkan
Club Friday: The Series 4 - Rue rak thae cha phae khwam tongkan (Club Friday the Series 4 หรือรักแท้จะแพ้ความต้องการ) è una serie televisiva thailandese facente parte del franchise di Club Friday, andata in onda su One31 al 20 giugno e 25 luglio 2014.
Ispirata a storie vere raccontate dagli ascoltatori del programma radiofonico "Club Friday", è composta da cinque stagioni autoconclusive, con trame e protagonisti diversi, ognuna con un titolo: "Khun Ae" (คุณ แอร์), "Khun Niti" (คุณ นิติ), "Tang wai" (ต่างวัย), "Tang phasa" (ต่างภาษา) e "Tang khwamkhit" (ต่างความคิด).

## Episodi
| Stagione         | Episodi | Prima TV |
| ---------------- | ------- | -------- |
| Prima stagione   | 2       | 2014     |
| Seconda stagione | 4       | 2014     |
| Terza stagione   | 2       | 2014     |
| Quarta stagione  | 2       | 2014     |
| Quinta stagione  | 2       | 2014     |